# Camponotus barbiger
Camponotus barbiger är en myrart som beskrevs av Horace Donisthorpe 1941. Camponotus barbiger ingår i släktet hästmyror, och familjen myror. Inga underarter finns listade.